# 35 Comae Berenices
Désignations
35 Comae Berenices (en abrégé 35 Com) est une étoile multiple de la constellation boréale de la Chevelure de Bérénice, localisée à environ 6° du pôle nord galactique. Elle est visible à l'œil nu avec une magnitude apparente combinée de 4,90. D'après la mesure de sa parallaxe annuelle par le satellite Hipparcos, le système est distant d'approximativement ∼ 280 a.l. (∼ 85,8 pc) de la Terre. Il se rapproche du Système solaire à une vitesse radiale héliocentrique de −6 km/s.
35 Comae Berenices a été résolue en une binaire écartée par Struve en 1828, mais elle n'a pas encore complété la moitié d'une orbite depuis lors et ses éléments orbitaux restent mal contraints. Sa période orbitale est de 539 ± 95 ans et son excentricité est de  0,2 ± 0,1. L'étoile primaire, désignée 35 Com A, est classée comme une géante jaune de type spectral G7 III tandis que l'étoile secondaire, 35 Com B, est une étoile de type F, très probablement sur la séquence principale, de type spectral  F1 V. 35 Com A est elle-même une binaire spectroscopique qui complète une orbite avec une période de 7,96 ± 0,01 ans et une excentricité marquée de 0,63. Une quatrième composante de dixième magnitude, désignée 35 Com C, est localisée à environ 29 secondes d'arc de la primaire et semble être physiquement associée,.